# Erio Ghillani
Erio Ghillani (San Lazzaro Parmense, 1922 – ...) è stato un politico e sindacalista italiano.

## Biografia
Nato a San Lazzaro Parmense nel 1922, prese parte alla seconda guerra mondiale sul fronte africano, combattendo a El Alamein. Nel dopoguerra lavorò in ambito sindacale, prima presso la CISL di Parma, poi a Ravenna e infine, dal 1956, a Piacenza.
Esponente di spicco della Democrazia Cristiana, di cui fu anche dirigente locale, venne eletto sindaco di Piacenza nel febbraio 1970, rimanendo in carica fino al giugno 1975.
Fu anche funzionario dell'INAM.